# شهرستان بیور (اکلاهما)
شهرستان بیور، اکلاهما (به انگلیسی: Beaver County, Oklahoma) شهرستانی در ایالات متحده آمریکا است که در اکلاهما واقع شده‌است.

## خصوصیات
شهرستان بیور ۴٬۷۰۸ کیلومترمربع مساحت دارد.